# Jardin du 13 Novembre 2015
Le jardin du 13 novembre 2015, aussi parfois appelé jardin mémoriel des attentats du 13 novembre ou encore jardin du souvenir des attentats du 13 Novembre, est un jardin du 4earrondissement de Paris, situé sur l'emplacement de la place Saint-Gervais, et inauguré en 2025 par la maire de Paris, Anne Hidalgo. 
Ce jardin s'inscrit dans un devoir de mémoire. Pensé comme un espace commémoratif situé en plein cœur de Paris, dédié aux victimes des attentats du 13 novembre 2015, il a été conçu pour offrir un lieu de recueillement et de mémoire, tout en étant un havre de paix et de sérénité pour les visiteurs.

## Historique
La Ville de Paris s'est engagée depuis 2016 auprès des associations de victimes des attentats du 13 novembre 2015, notamment 13Onze15 Fraternité-Verité, et Life for Paris, à réaliser un monument d'hommage commun à l'ensemble des victimes. Le Conseil de Paris a délibéré en ce sens le 12 novembre 2019. Les associations ont souhaité l'aménagement d'un jardin mémoriel, ouvert sur son environnement et propice au recueillement et à l'apaisement.
Après deux ans de travaux, le jardin ouvre au public en 2025.

## Situation et accès

Localisation.

Cet espace vert est situé sur la place Saint-Gervais, à proximité de l'Hôtel de Ville de Paris. On y accède depuis la rue de Lobau, côté Hôtel de Ville et la rue François Miron, côté église Saint-Gervais.
Le site est desservi par la ligne 1 et de la ligne 11 du métro à la station Hôtel de Ville.

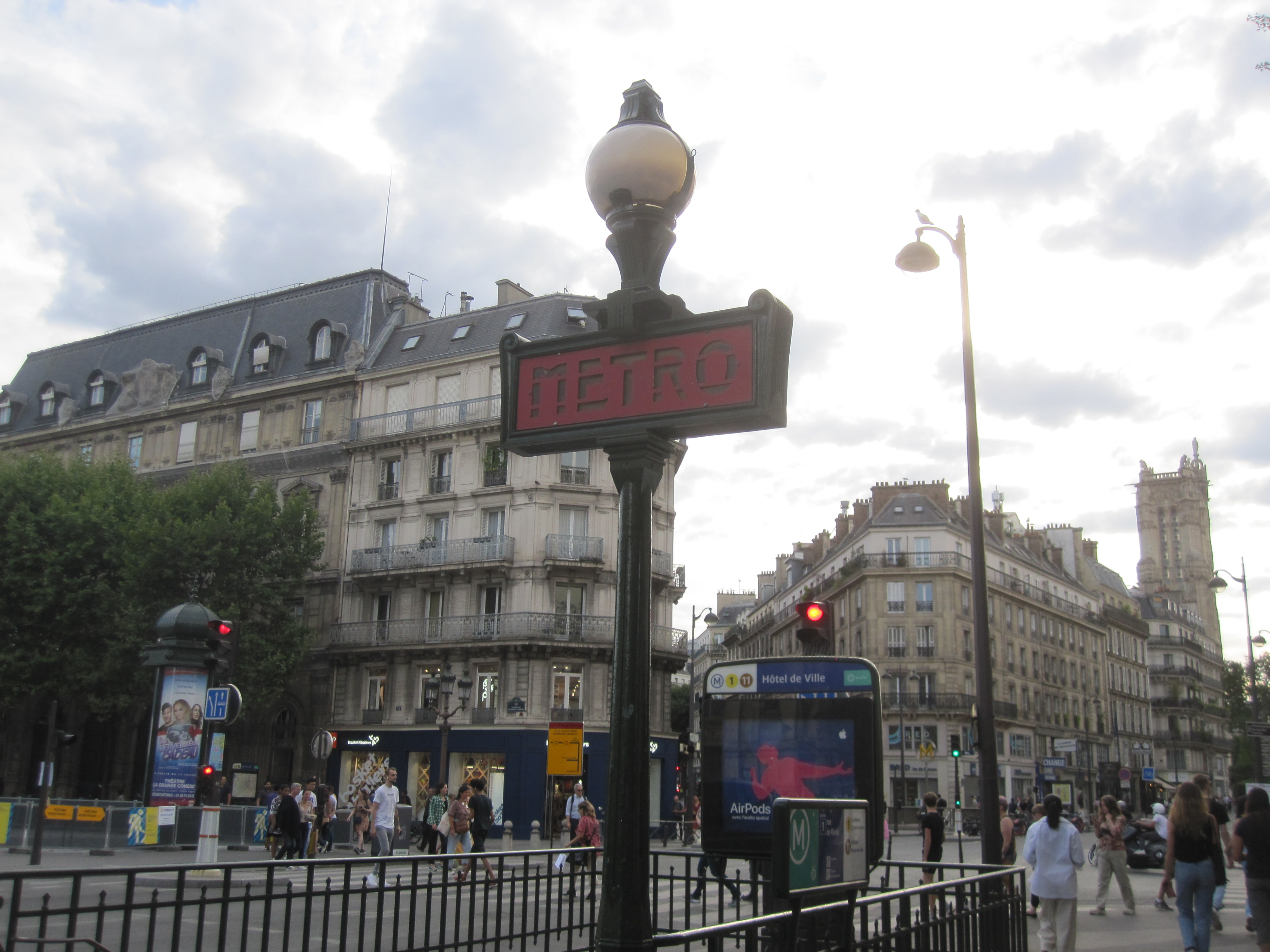
Métro de l'Hôtel de Ville.

## Conception et aménagement
Le jardin est pensé selon le concept de « jardinage par soustraction » de Gilles Clément, favorisant une évolution naturelle des plantes avec l'arrivée des oiseaux, du vent et des saisons. Les plantes, minutieusement sélectionnées, font l'objet d'un entretien régulier et d'observations. Le jardin ne doit pas être figé et se transforme avec le temps.

## Éléments commémoratifs
- Des stèles : En hommage aux victimes des attentats du 13 novembre 2015. Sur ces stèles figurent les noms des 131 victimes des attentats du 13 novembre 2015. La réalisation de ces stèles, qui sont installées à divers endroits du jardin, symbolise chaque lieu touché : le Stade de France, Le Carillon / Le Petit Cambodge, La Bonne Bière / Le Casa Nostra, La Belle Équipe, Le Comptoir Voltaire et le Bataclan. Les blocs de granit bleu ont été extraits de la carrière de Lanhélin, située en Ille-et-Vilaine[4].
- L'éclairage : Plus d'une centaine de lumières représentant des « lueurs de la mémoire » sont installées dans le jardin, créant une impression de bougies scintillantes dans la nuit, à la mémoire des victimes. L'emplacement des lueurs a été déterminé par la voûte céleste du 13 novembre 2015.

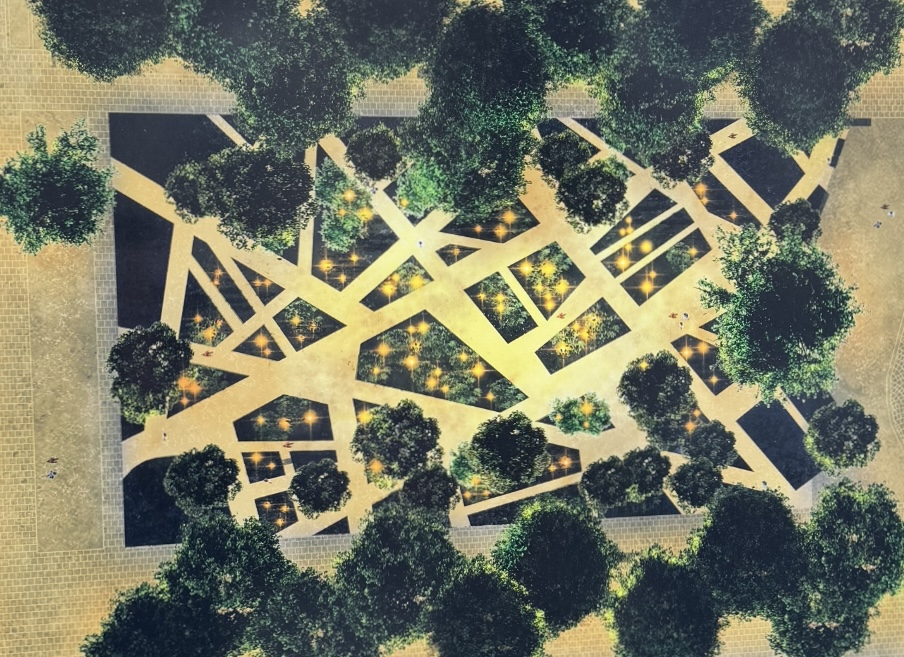
L'éclairage est une composante du jardin mémoriel. Plus d'une centaine de lumières, représentant des « lueurs de la mémoire », sont installées dans le jardin. Le dispositif crée une impression de bougies scintillantes dans la nuit, à la mémoire des victimes.

Jardin du 13 novembre 2015 à la tombée de la nuit.
Le Jardin mémoriel mélange des zones végétalisées et des blocs de granit.

- Les arbres symboliques : Le jardin s’organise autour de deux arbres (se faisant face), porteurs de symboles et d’histoire :
  - L'orme Saint-Gervais, situé côté église Saint-Gervais et présent à cet emplacement depuis le Moyen Âge, au pied duquel  la justice était rendue.
  - L'« Olivier de la paix », planté en 2025 lors de l'inauguration du jardin, côté Hôtel de Ville, symbolisant un avenir apaisé.

## Architecture et paysage
Le jardin évoque un sous-bois lumineux avec deux grands bords, « ourlets protecteurs », constitués de doubles alignements de platanes. 
Une clairière centrale, ouverte et herbacée, permet de conserver la perspective entre l'Hôtel de Ville, l'orme Saint-Gervais et l'église Saint-Gervais-Saint-Protais. Une collection de plantes d'hiver, pensée en fonction de la date du 13 novembre, ponctue le site de cycles floristiques ou révèle les structures végétales du jardin d'hiver.

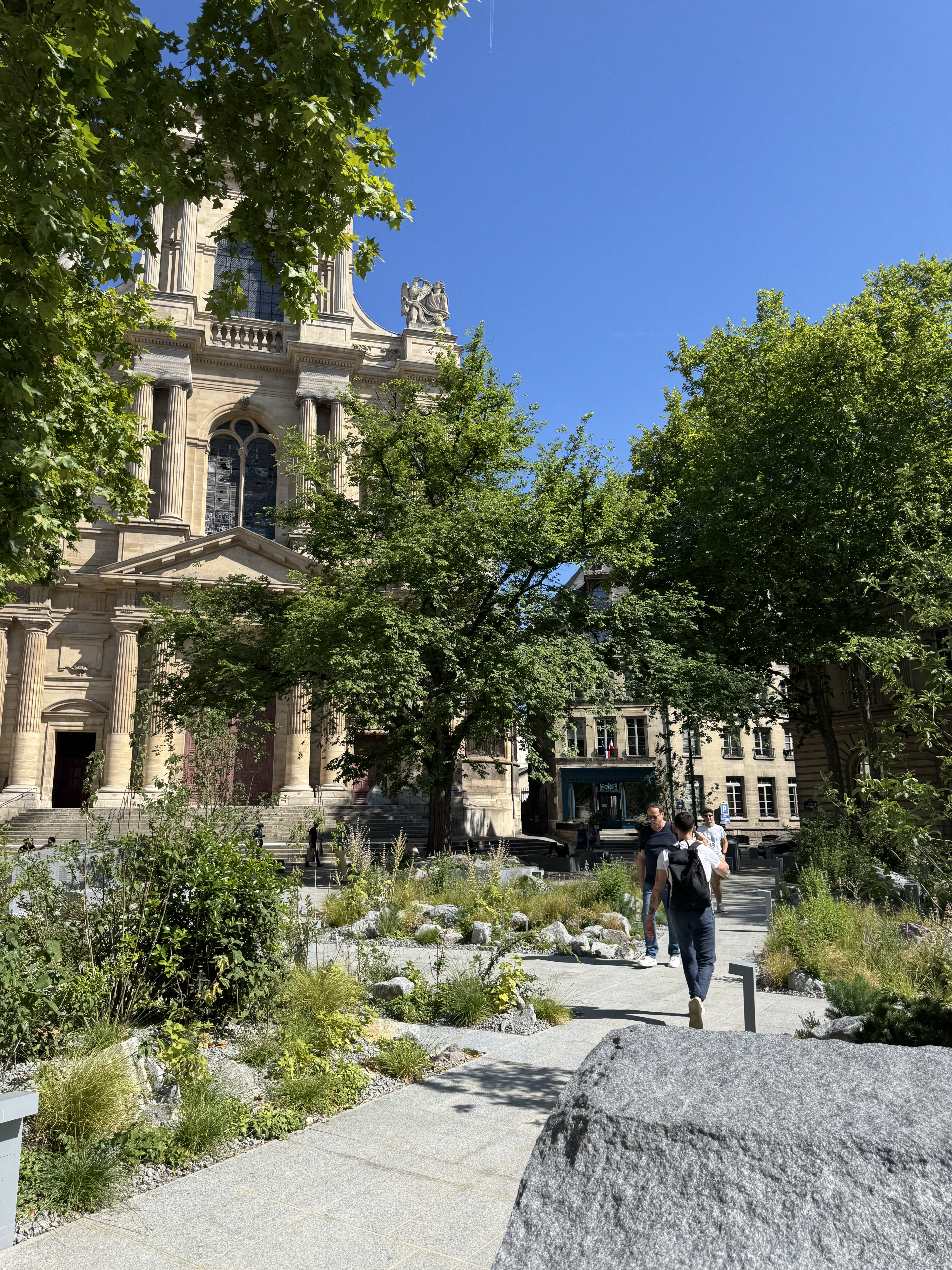
Photographie en sein du jardin du 13 novembre 2015 - (côté église Saint-Gervais).

Vues du jardin vers l'église Saint-Gervais
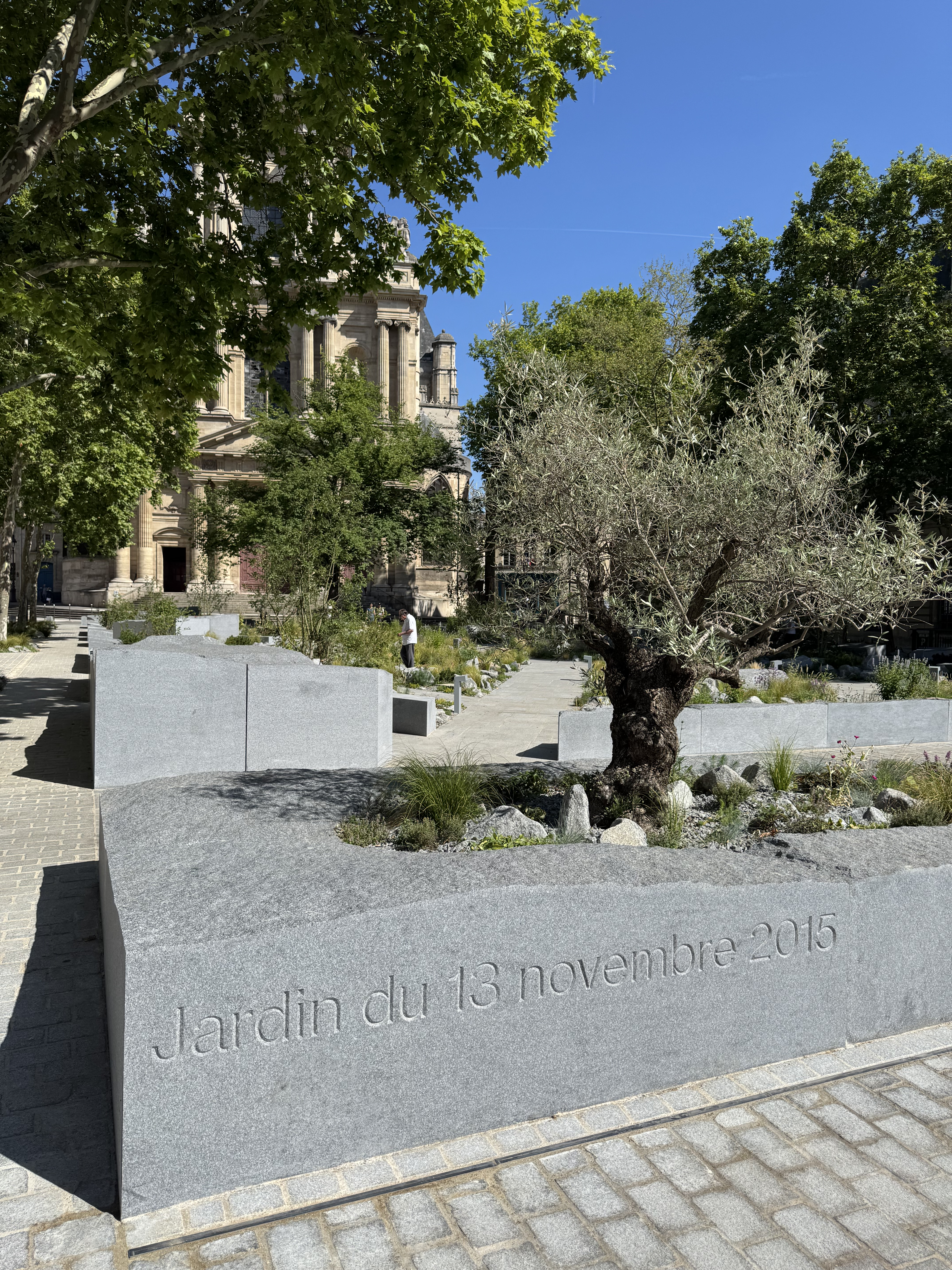
Photographie du jardin du 13 novembre 2015. (L'olivier de la paix au premier plan).
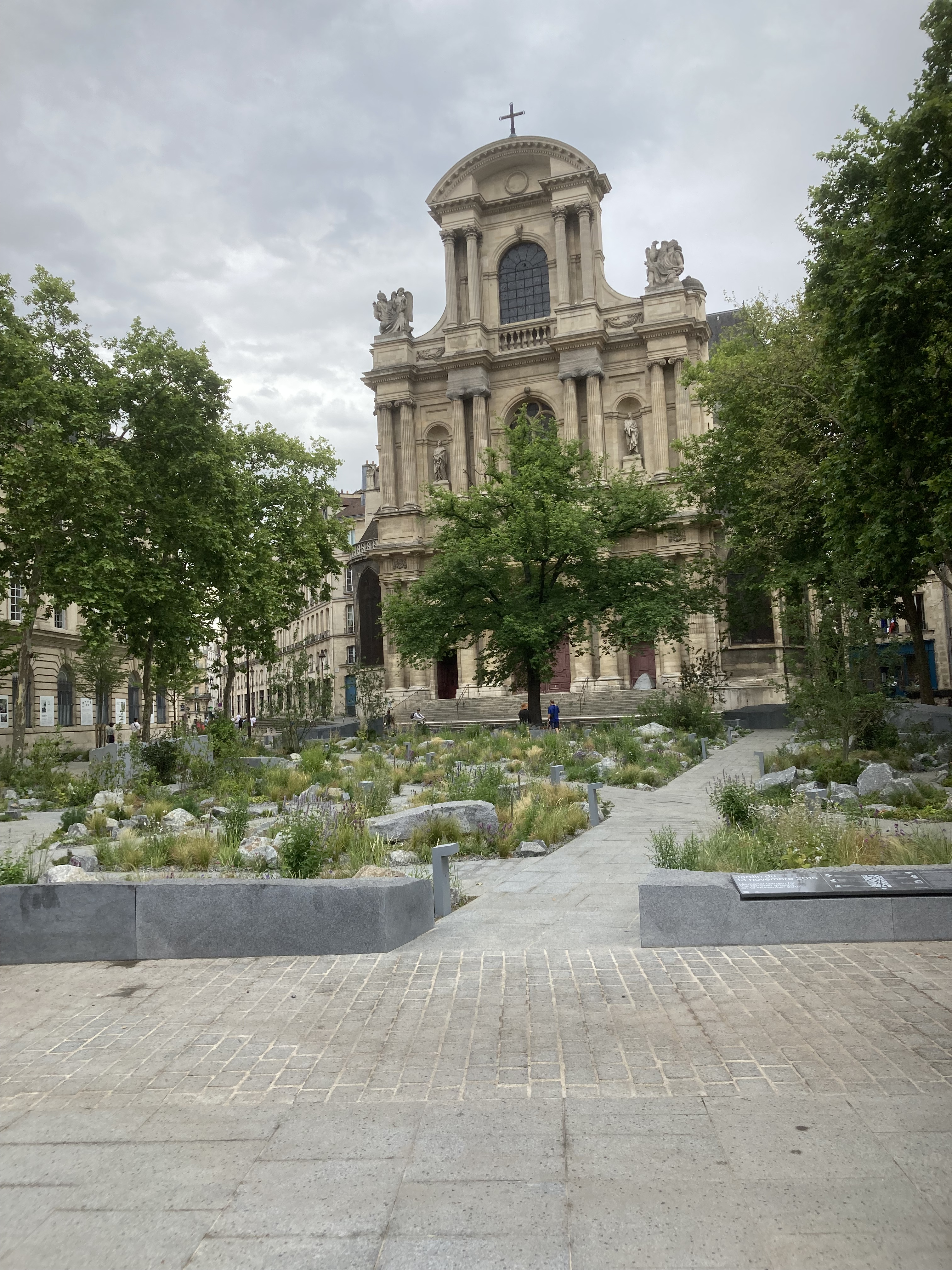
Jardin du 13 novembre 2015, prise en juin 2025.

Photographie de nuit
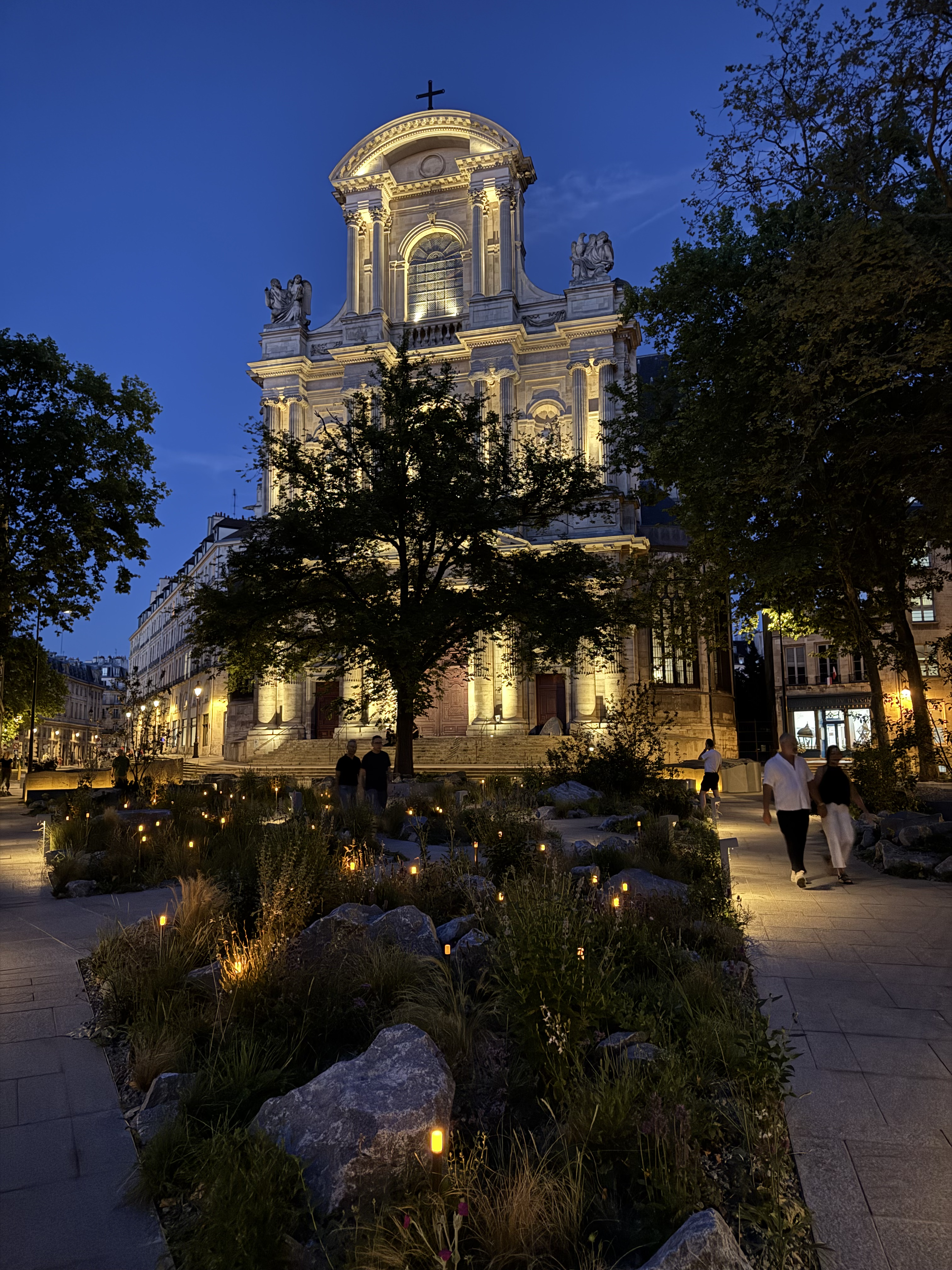
Photographie prise de nuit du Jardin du 13 novembre 2015, côté Saint-Gervais.
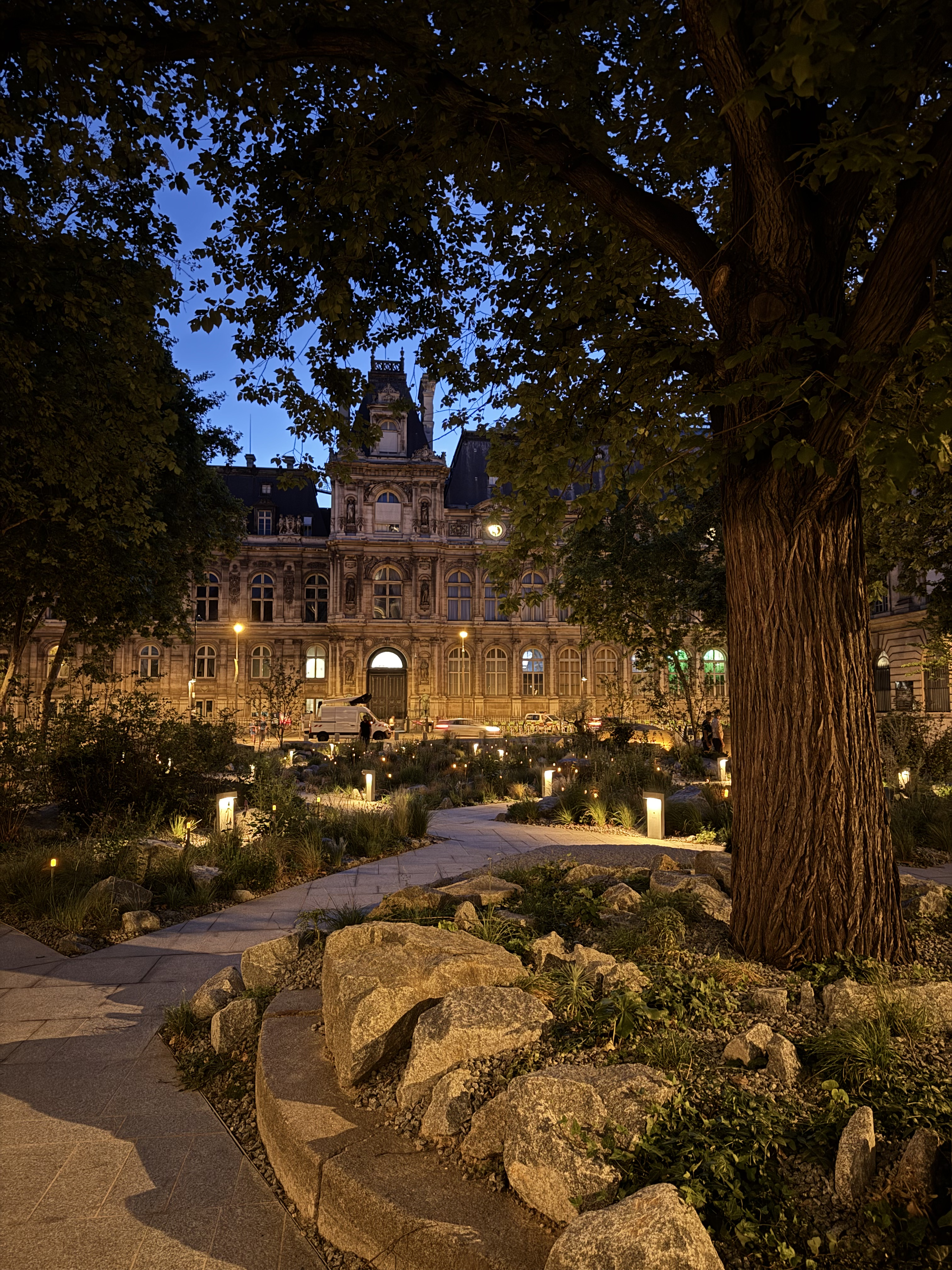
Photographie prise de nuit du Jardin du 13 novembre 2015, côté Hôtel de Ville.

## Symbolisme et mémoire
Le tracé du jardin rappelle les six lieux où se sont déroulés les événements des attentats du 13 novembre 2015, ainsi que la géographie de Paris. Les plans des six sites et des huit lieux d'attentats viennent composer le dessin du jardin et forment les allées. Symboliquement, chaque site dans ce jardin cicatrise avec les autres.

Projet porté par l'équipe Wagon Landscaping, représentant les six lieux des attentats du 15 Novembre 2015.